# Сео Томомі
Сео Томомі (яп. 瀬尾 智美; нар. Японія) — японська футболістка, виступала в збірній Японії.

## Клубна кар'єра
Виступала в Л-Лізі (вищий дивізіон жіночого чемпіонату Японії) за «Тасакі-Сіндзу Кобе». У сезоні 1989 року отримала приз «Бійцівського духу».

## Кар'єра в збірній
Дебютувала у збірній Японії 21 січня 1986 року в поєдинку проти Індії.

## Статистика виступів у збірній
| жіноча національна збірна Японії | жіноча національна збірна Японії | жіноча національна збірна Японії |
| Рік                              | Матчі                            | Голи                             |
| -------------------------------- | -------------------------------- | -------------------------------- |
| 1986                             | 1                                | 0                                |
| Загалом                          | 1                                | 0                                |